# アニメ特撮グランプリ
アニメ特撮グランプリ （アニメとくさつグランプリ）とは、2005年4月～2005年9月にbayfmで放送されていた、アニメ作品及び特撮作品の主題歌や挿入曲に特化した音楽番組である。放送時間は月曜日～木曜日の21:20～21:25。
パーソナリティは相原玲。
一週ごとにテーマを設定し、そのテーマに沿ったアニメ作品及び特撮作品の主題歌や挿入曲を放送していた。その後、スポンサーであるビクターネットワークス（現:JVCエンタテインメント）は別のジャンルの着うた情報番組を放送していたが、2006年頃に終了した。